# 菅原定義
菅原 定義（すがわら の さだよし）は、平安時代中期から後期にかけての貴族、学者。官位は従四位上・大学頭。贈従一位。菅原氏長者。

## 経歴
菅原氏は代々大学頭や文章博士を輩出した学問の家であり、定義は右大臣にまで昇った菅原道真から数えて6代目に当たる。同母姉妹には『更級日記』の作者、菅原孝標女がいる。
式部少輔、民部少輔、弾正少弼、少内記、大内記、大学頭、文章博士を歴任。永承4年（1049年）に和泉守に赴任した際に菅原孝標女が和泉を訪ねている。康平7年（1064年）12月26日に卒去。享年64。
死後、寿永3年（1184年）従三位、乾元元年（1302年）正二位、元徳2年（1330年）には従一位を贈られている。

## 官歴
- 時期不詳：文章得業生
- 治安2年（1022年） 日付不詳：備前掾[3]
- 万寿4年（1027年） 正月7日：見内記[4]
- 長元4年（1031年） 8月3日：見弾正少弼[4]
- 長暦3年（1039年） 12月15日：見弾正弼[5]
- 永承4年（1049年） 冬：和泉守[6]
- 永承5年（1050年）7月21日：見和泉守正五位下[6]
- 天喜2年（1054年）10月：文章博士[7]
- 康平6年（1063年） 11月8日：見従四位下行大学頭兼文章博士[8]
- 康平7年（1064年） 12月26日：卒去[9]
- 寿永3年（1184年） 3月26日：贈従三位（法皇北野行幸賞）[9]
- 乾元元年（1302年） 12月10日：贈正二位[9]
- 元徳2年（1330年） 11月24日：贈従一位（行幸賞）[9]

## 系譜
『尊卑分脈』による。
- 父：菅原孝標
- 母：藤原倫寧の娘
- 妻：藤原相任の娘
  - 次男[10]：菅原是綱（1030-1107） - 子孫は高辻家・五条家・東坊城家など
- 妻：藤原実方の娘
  - 男子：菅原在良（1041-1121）-　子孫は唐橋家
  - 男子：菅原忠章
- 生母不詳の子女
  - 男子：菅原清房（1029-1085）
  - 男子：菅原正長
  - 男子：菅原輔方
  - 男子：菅原茂富[11]
  - 男子：定快